# Белшево-Кольонія
Белшево-Кольонія (пол. Bełszewo-Kolonia) — село в Польщі, у гміні Осенцини Радзейовського повіту Куявсько-Поморського воєводства.
У 1975-1998 роках село належало до Влоцлавського воєводства.